# Liste des évêques de Saint-Dié

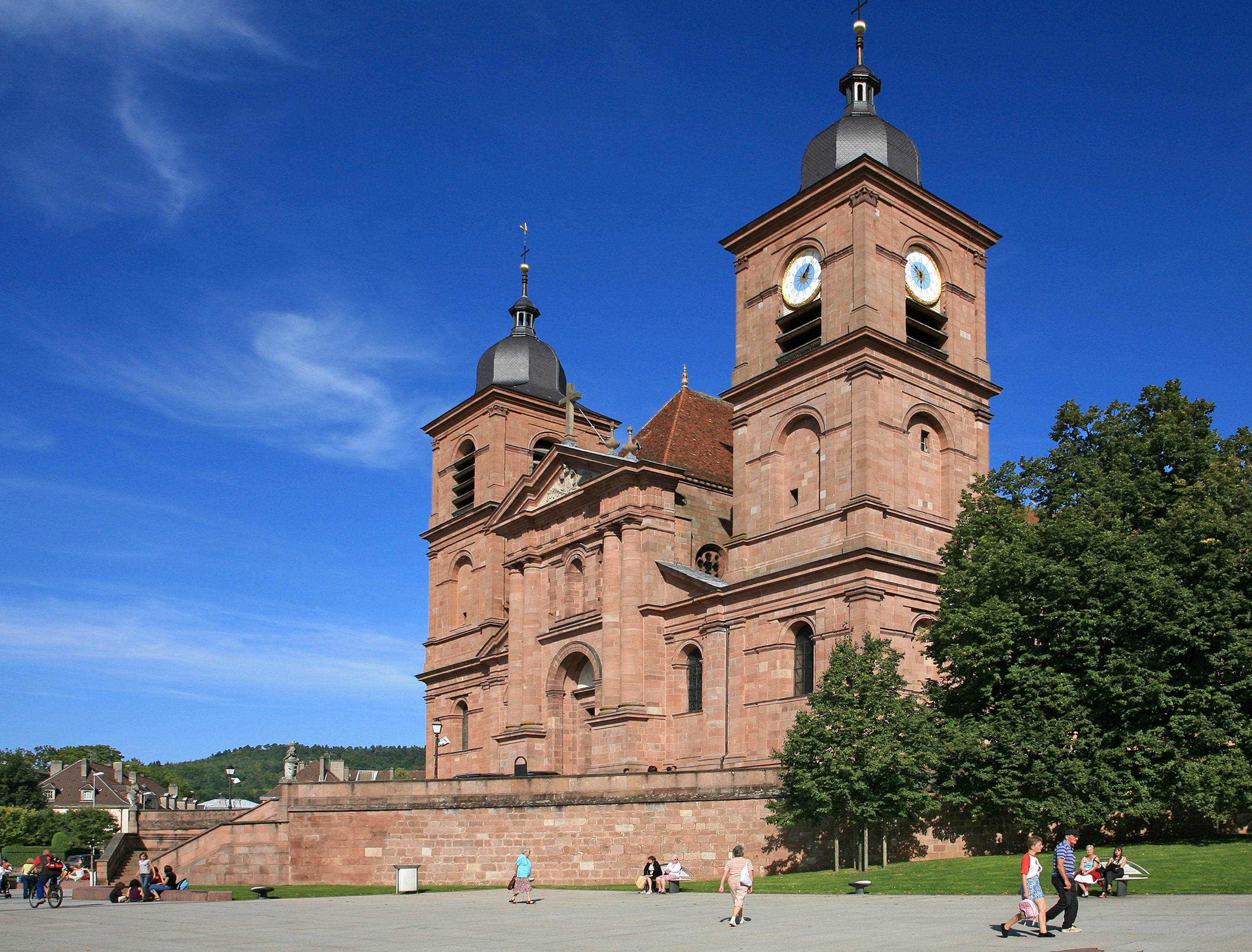
La cathédrale de Saint-Dié.

L'évêché de Saint-Dié fait partie des diocèses de France. Créé en 1777, par une division de l'évêché de Toul à la suite de l'annexion du duché de Lorraine par la France, il fut provisoirement inclus dans l'évêché de Nancy entre 1802 et 1823.
Sa juridiction coïncide aujourd'hui au département des Vosges.

## Évêques de Saint-Dié
| Portrait | Armoiries                                           | Épiscopat   | Titulaire                                                        | Notes |
| --- | --------------------------------------------------- | ----------- | ---------------------------------------------------------------- | --- |
| | Écu de la famille Chaumont                          | 1777 à 1802 | Barthélemy-Louis-Martin Chaumont 1er évêque de Saint-Dié         | Né le 23 août 1737 à Paris, il est nommé évêque de Saint-Dié le 20 juillet 1779 et meurt dans sa charge le 30 juin 1808 à Mareil-le-Guyon. |
| |                                                     | 1791 à 1802 | Jean-Antoine Maudru évêque constitutionnel du diocèse des Vosges | Né le 5 mai 1742 à Adompt, il est nommé évêque constitutionnel du diocèse des Vosges le 1 mars 1791 et se démet de sa charge après le Concordat de 1801 en 1802, il meurt le 13 septembre 1820 à Belleville. |
| Réintégration provisoire au diocèse de Nancy-Toul de 1802 à 1823. En octobre 1817, Augustin Louis de Montblanc est nommé évêque de Saint-Dié mais ne prend finalement pas possession de son siège. Il devint plus tard archevêque coadjuteur de Tours. |                                                     |             |                                                                  | |
| | Écu de Mgr Jacques-Alexis Jacquemin                 | 1823 à 1830 | Jacques-Alexis Jacquemin 2e évêque de Saint-Dié                  | Né le 3 août 1750 à Nancy en Meurthe-et-Moselle, il est nommé évêque de Saint-Dié le 17 novembre 1823 et se retire de sa charge le 16 juin 1830, il meurt le 15 juin 1832 à Nancy. |
| Portait de Mgr Dupont | Écu de Mgr Jacques-Marie Villefranche du Pont       | 1830 à 1835 | Jacques-Marie Antoine Célestin Dupont 3e évêque de Saint-Dié     | Né le 2 février 1792 à Iglesias en Sardaigne, il est nommé évêque auxiliaire de Sens le 3 mai 1824, transféré à l'évêché de Saint-Dié le 5 juillet 1830 puis à l'archevêché d'Avignon le 24 juillet 1835 et enfin à l'archevêché de Bourges le 24 janvier 1842. Il meurt dans sa charge le 26 mai 1859 à Bourges |
| | Écu de la famille de Jerphanion                     | 1835 à 1843 | Jean-Joseph-Marie-Eugène de Jerphanion 4e évêque de Saint-Dié    | Né le 8 mars 1796 au Puy-en-Velay (Haute-Loire), il est nommé évêque de Saint-Dié le 24 juillet 1835 et transféré à l'archevêché d'Albi le 27 janvier 1843. Il meurt dans sa charge le 20 novembre 1864 à Albi (Tarn)                                                                                            |
| | Écu de Mgr Jean Gros                                | 1843 à 1844 | Jean Nicaise Gros 5e évêque de Saint-Dié                         | Né le 7 octobre 1794 à Reims (Marne), il est nommé évêque de Saint-Dié le 27 janvier 1843 et transféré à l'évêché de Versailles le 17 juin 1844. Il meurt dans sa charge le 13 décembre 1857 à Versailles (alors département de Seine-et-Oise)                                                                   |
| | Écu de Mgr Daniel-Victor Manglard                   | 1844 à 1849 | Daniel-Victor Manglard 6e évêque de Saint-Dié                    | Né le 11 février 1792 à Paris, il est nommé évêque de Saint-Dié le 17 juin 1844. Il meurt dans sa charge 17 février 1849 à Saint-Dié (Vosges) |
| | Écu de Mgr Louis-Marie Caverot                      | 1849 à 1876 | Louis-Marie-Joseph-Eusèbe Caverot 7e évêque de Saint-Dié         | Né le 26 mars 1806 à Joinville en Haute-Marne, il est nommé évêque de Saint-Dié le 20 avril 1849 et transféré à l'archevêché de Lyon le 26 juillet 1876. Il meurt dans sa charge le 23 janvier 1887 à Lyon (Rhône)                                                                                               |
| | Écu de Mgr Marie-Camille-Albert de Briey            | 1876 à 1888 | Camille-Albert de Briey 8e évêque de Saint-Dié                   | Né le 20 novembre 1826 à Magné dans la Vienne, il est nommé évêque de Saint-Dié le 26 juin 1876. Il meurt dans sa charge le 10 novembre 1888 à Saint-Dié (Vosges) |
| | Ecu de Mgr Marie-Alphonse Sonnois en tant qu'évêque | 1890 à 1893 | Marie-Alphonse Sonnois 9e évêque de Saint-Dié                    | Né le 10 décembre 1828 à Lamargelle (Côte d'Or), il est nommé évêque de Saint-Dié le 30 décembre 1889 et transféré à l'archevêché de Cambrai le 19 janvier 1893. Il meurt dans sa charge le 7 février 1913 à Cambrai (Nord)                                                                                      |
| | Ecu de Mgr Alphonse-Gabriel Foucauld                | 1893 à 1930 | Alphonse-Gabriel Foucault 10e évêque de Saint-Dié                | Né le 24 mars 1843 à Senonches (Eure-et-Loir), il est nommé évêque de Saint-Dié le 3 janvier 1893. Il meurt dans sa charge le 26 mai 1930 à Saint-Dié (Vosges) |
| | Écu de Mgr Louis-Augustin Marmottin                 | 1930 à 1940 | Louis-Augustin Marmottin 11e évêque de Saint-Dié                 | Né le 11 mars 1875 à La Neuville-au-Pont (Marne), il est nommé évêque de Saint-Dié le 2 août 1930 et transféré à l'archevêché de Reims le 21 août 1940. Il meurt dans sa charge le 9 mai 1960 à Reims (Marne) |
| | Écu de Mgr Émile Blanchet                           | 1940 à 1946 | Émile Blanchet 12e évêque de Saint-Dié                           | Né le 21 septembre 1886 au Havre (Seine-Inférieure), il est nommé évêque de Saint-Dié le 6 octobre 1940 et devient recteur de l'Institut catholique de Paris en 1946. Il renonce à sa charge en 1966 et meurt le 1er avril 1967 au Havre (Seine Maritime)                                                        |
| | Ecu de Mgr Henri Brault                             | 1947 à 1964 | Henri Brault 13e évêque de Saint-Dié                             | Né le 12 juillet 1894 à Paris, il est nommé évêque de Saint-Dié le 29 septembre 1947. Il meurt dans sa charge 11 juillet 1964 à Saint-Dié (Vosges) |
| |                                                     | 1964 à 1983 | Jean Vilnet 14e évêque de Saint-Dié                              | Né le 8 avril 1922 à Chaumont en Haute-Marne, il est nommé évêque de Saint-Dié le 24 septembre 1964 et transféré à l'évêché de Lille le 13 août 1983. Président de la Conférence épiscopale de France de 1981 à 1987. Il se retire le 2 juillet 1998 et meurt le 23 janvier 2013 à Saint-Dié (Vosges)            |
| |                                                     | 1984 à 2005 | Paul-Marie Guillaume 15e évêque de Saint-Dié                     | Né le 31 octobre 1929 à Dunkerque (Nord), il est nommé évêque de Saint-Dié le 13 août 1983. Il se retire le 14 décembre 2005. |
| |                                                     | 2005 à 2016 | Jean-Paul Mathieu 16e évêque de Saint-Dié                        | Né le 23 août 1940 à Hadol dans les Vosges, il est nommé évêque de Saint-Dié le 14 décembre 2005. Il se retire le 15 juin 2016. |
| |                                                     | 2016 à 2023 | Didier Berthet 17e évêque de Saint-Dié                           | Né le 11 juin 1962 à Boulogne-Billancourt dans les Hauts-de-Seine, il est nommé évêque de Saint-Dié le 15 juin 2016. Il est décédé des suites d'un cancer le 8 septembre 2023. |
| |                                                     | depuis 2025 | François Gourdon 18e évêque de Saint-Dié                         | Né le 24 août 1968 à Chanzeaux dans le Maine-et-Loire, il est nommé évêque de Saint-Dié le 20 février 2025. |